# Berlotte
Berlotte est un hameau de la commune de Raeren situé en province de Liège et en Communauté germanophone de Belgique.
Avant la fusion des communes de 1977, le hameau faisait partie de la commune d'Eynatten.

## Situation
Ce petit village se situe entre la localité d'Eynatten et la frontière belgo-allemande.

## Patrimoine
Situé sur l'ancienne voie romaine appelée localement Kinkebahn, Berlotte est une ancienne localité possédant plusieurs bâtisses patrimoniales.
- Le château Raaff (Haus Raaff ou Burg Raaff) aurait été une possession de l'ancienne famille limbourgeoise von Rave qui aurait donné son nom au château. En outre, la famille von Eynatten occupa aussi les lieux. Le donjon, sans modification depuis sa construction au XIVe siècle, est toujours debout mais actuellement en ruines. Sur le sommet du donjon, on reconnaît plusieurs bandeaux de pierres de couleurs différentes ainsi que les tourelles d'angles. On peut aussi observer les vestiges des tours de guet est une partie des douves toujours remplies d'eau[1]. L'édifice figure sur la liste du patrimoine immobilier classé de Raeren depuis 1986. Il se situe au nord de Berlotte, au milieu des prairies entre la Stesterstrasse et la Raaffstrasse.
- À proximité du château, se trouve la ferme Stester (Hof Stester) bâtie en pierres calcaires. Elle est reprise sur la liste du patrimoine immobilier classé de Raeren depuis 1984. Elle ne se visite pas.
- La chapelle Sainte Brigida (Brigida-Kapelle) se trouve à un carrefour au centre du hameau, le long de l'ancienne voie romaine. Sa construction remonte à 1711. Elle a fait l'objet d'une restauration en 1980. L'édifice bâti en moellons de calcaire local possède une seule nef, un chevet à quatre pans, six baies en ogive, un œil-de-bœuf au-dessus du portail d'entrée et un clocheton. Elle sert d'environnement à la kermesse de Berlotte qui se déroule au début du mois d’août[1].

## Littérature
- Luc-Francis Genicot: Le grand livre des châteaux de Belgique. Band 1: Châteaux forts et châteaux fermes. Vokaer, Brüssel 1975, S. 98–99.
- Martine Joway-Marchal : Burg Raaf. In: Ghislaine de Bievre (Hrsg.): Province de Liège: Arrondissement de Verviers, Teil 3: M–S (= Le patrimoine monumental de la Belgique. Band 12/3). Mardaga, Lüttich 1985,  (ISBN 2-8021-0069-6), S. 1163–1164.
- Guy Poswick: Les Délices du Limbourg. Selbstverlag, Verviers 1951, S. 313–318 (Digitalisat).